# Jaroslav von Pernstein

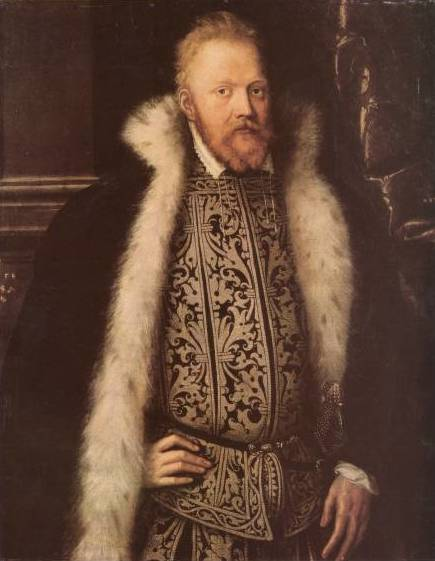
Jaroslav von Pernstein (1558)

Jaroslav von Pernstein (auch Jaroslaw von Pernstein; tschechisch Jaroslav z Pernštejna; * 14. November 1528 in Mährisch Kromau; † 27. Juli 1560 in Italien) war Kämmerer des Statthalters von Böhmen, Erzherzogs Ferdinand II. und ab 1556 Oberststallmeister des Königs Ferdinand I.

## Leben
Jaroslav war der älteste Sohn des mährischen Landeshauptmanns und Grafen von Glatz, Johann von Pernstein, aus dessen zweiter Ehe mit Hedwig von Schellenberg (Hedvika z Šelmberka). 1552 vermählte er sich mit Elisabeth Thurzo von Bethlenfalvy († 1573), einer Tochter seiner Stiefmutter Magdalena von Ormozd aus deren Ehe mit dem ungarischen Magnaten Alexius Thurzo.
Über Jaroslavs Kindheit ist wenig bekannt. Er wurde von seinem Vater an den Wiener Hof gegeben und hielt sich vermutlich vor 1547 mit dem Erzherzog Ferdinand II. einige Zeit in Italien auf. Beim Tod des Vaters 1548 war er knapp zwanzig Jahre alt. Obwohl ihr Vater schon länger verschuldet war, gehörten Jaroslav und seine Brüder mit dem ererbten Besitz zu den damals reichsten Magnaten Böhmens. Die hinterlassenen Schulden konnten sie aus dem Verkauf der Grafschaft Glatz, deren Pfand durch den böhmischen Landesherrn 1549 ausgelöst wurde, tilgen.
Weder Jaroslav noch seine jüngeren Brüder Vratislav und Adalbert/Vojtěch verfügten über die notwendigen Erfahrungen und Kenntnisse, um ihre ererbten Ländereien wirtschaftlich zu verwalten. Deshalb übertrugen sie diese Aufgabe dem Ritter Peter Hamza von Zábědovice, der zugleich die Regentschaft über ihr Land ausübte. Bis 1552 blieb der Besitz ungeteilt. Nachdem Adalbert/Vojtěch in diesem Jahr die Herausgabe seines Erbteils forderte, erhielt er etwa ein Drittel der mährischen Besitzungen mit dem Zentrum Proßnitz. Die anderen Ländereien wurden weiterhin als Ganzes verwaltet und erst 1555 aufgeteilt. Jaroslav erhielt die böhmischen Besitzungen mit den Herrschaften Pardubitz und Pottenstein und Jaroslav die restlichen zwei Drittel in Mähren mit dem Zentrum Seelowitz.
Nach dem Tod des Vaters entschied sich Jaroslav, der unter dem Schutz des Kaisers Ferdinand I. stand, weiterhin in höfischen Diensten zu bleiben. Wie sein Bruder Vratislav trat er zum katholischen Glauben über und wurde zunächst persönlicher Kämmerer des Erzherzogs Ferdinand, der auf der Prager Burg residierte, nachdem ihm 1547 von seinem Vater Ferdinand I. die Statthalterschaft über Böhmen übertragen worden war. Jaroslav hielt sich häufig am Wiener Hof auf. Durch die häufigen Auslandsreisen, die er als Begleiter seiner Landesherren unternahm, u. a. 1550/51 auf den Augsburger Reichstag, entfremdete er sich seinem böhmischen Umfeld. 1556 wurde er zum Oberstallmeister ernannt.
Obwohl der mit Regentschaft über Jaroslavs Besitzungen beauftragte Peter Hamza von Zábědovice über gute Kenntnisse in der Vermögensverwaltung verfügte, gelang es ihm nicht, die ständig wachsenden Ausgaben, die vor allem durch Jaroslavs Lebensstil bedingt waren, einzudämmen. Jaroslav hatte sich schon um 1550 in Prag ein Palais erbaut, das später über seine Nichte Polyxena an das Haus Lobkowitz kam und bis heute als Palais Lobkowitz bezeichnet wird. Um die Forderungen der Gläubiger zu befriedigen, musste Jaroslav bzw. sein Vermögensverwalter Hamsa immer wieder Ländereien verkaufen. Ebenfalls wegen Überschuldung musste 1556 die große Herrschaft Pottenstein an den damaligen Pfandherrn der Grafschaft Glatz, Ernst von Bayern verkauft werden. 1560 ging auch Pardubitz verloren, das unter den Pernsteinern durch deren Reichtum an Bedeutung gewann. Um das Ansehen Jaroslavs zu wahren, wurde es von der Böhmischen Kammer erworben, wobei sich der Landesherr verpflichtete, die vorhandenen Schulden zu begleichen. Um seinen Gläubigern zu entkommen, war Jaroslav schon vorher nach Italien geflohen, wo er 1560 verstarb.